# Берзер, Анна Самойловна
А́нна Само́йловна Бе́рзер (А́ся Берзер; 1 августа 1917, Владимир — 24 октября 1994) — советский и российский литературный критик, редактор.

## Биография
Окончила ИФЛИ 21 июня 1941 года. Впервые опубликовала статью о литературе в 1947 году. Работала редактором в «Литературной газете» (1944—1949), в издательстве «Советский писатель» (1950—1953), в журналах «Знамя» (1954—1956) и «Москва» (1956—1958). В 1958 году принята в члены Союза писателей.
Наибольшее значение имела редакторская работа Берзер в журнале «Новый мир» под руководством Александра Твардовского (1958—1971). В этот период она, как отмечала впоследствии Инна Борисова, «вовремя разглядела, извлекла из потока рукописей, рвущихся в редакцию, подготовила, „пробила“ и дала устоять на страницах журнала, который Твардовский сделал флагманом литературы, <…> целый этап российской словесности». Людмила Петрушевская, называя Берзер «редактором и другом» В. Гроссмана, Ю. Домбровского, В. Некрасова, В. Сёмина, Г. Владимова, В. Войновича, Ф. Искандера, А. Солженицына, подчёркивает:

Её рука прикасалась к текстам как орудие высшей справедливости, это была такая редакторская школа: оставлять только абсолютное.

Высокую оценку получила и работа Берзер в качестве критика:

Ася Берзер принадлежит к числу самых ядовитых, непримиримых, самых беспощадных, блестящих и талантливых критиков и литературоведов несдавшейся, расстреливаемой, ссылаемой, уничтожаемой под улыбки наших западных коллег России. — Аркадий Белинков

Мемуары Анны Берзер «Прощание», посвящённые, главным образом, Василию Гроссману, опубликованы в 1990 году издательством «Книга» под одной обложкой с воспоминаниями Семёна Липкина «Жизнь и судьба Василия Гроссмана». «Скромная женщина из редакции, находившейся на самом простреливаемом плацдарме времени, оказалась тем пушкинским летописцем, благодаря которому ничто не укроется „от суда людского“», — отмечала в связи с воспоминаниями Берзер Эдварда Кузьмина.
Похоронена в родственной могиле на Донском кладбище (4 уч.).